# 엘린 (가수)
김민영(1990년 4월 2일 ~ )은 대한민국의 걸 그룹 크레용팝의 전멤버이며 현재는 인터넷 방송 플랫폼 BJ이다. 가수 활동 당시에는 엘린이라는 예명을 사용했다.

## 출연 작품

### 예능
- 2012년 12월 13일 : 온게임넷 켠김에 왕까지 153회
- 2013년 8월 8일 : 온게임넷 켠김에 왕까지 183회
- 2015년 4월 9일, 4월 18일 천생연분 리턴즈 출연 (4회, 5회)